# Круглово (Красноярский край)
Круглово — деревня в Канском районе Красноярского края. Входит в состав Сотниковского сельсовета.

## История
Посёлок Круглый был основан в 1926 году. По данным 1926 года в посёлке имелось семь хозяйств, основное население — русские. В административном отношении населённый пункт входил в состав Анцирьского сельсовета Канского района Канского округа Сибирского края.

## Население
| 2010 |
| ---- |
| 153  |